# Juan Muñoz Muñoz
Juan Muñoz Muñoz (Utrera, 12 november 1995) is een Spaans voetballer die bij voorkeur als aanvaller speelt. Hij stroomde in 2015 door vanuit de jeugd van Sevilla.

## Clubcarrière
Muñoz is afkomstig uit de jeugdacademie van Sevilla. Op 8 februari 2015 debuteerde hij in de Primera División tegen Getafe CF. Hij kwam na rust het veld in voor Iago Aspas. Het seizoen erop speelde hij tien competitieduels. Op 14 mei 2015 maakte de aanvaller zijn eerste competitietreffer tegen Athletic Bilbao. Op 28 januari 2016 maakte Muñoz in de Copa del Rey zijn tweede treffer voor Sevilla tegen CD Mirandés.